# Kasteel Oulu
Kasteel Oulu (Zweeds: "Uleaborgs slott", Fins: "Oulun linna") is een voormalig kasteel in Oulu, Finland. Het werd gebouwd op een eiland in de delta van de rivier Oulujoki in 1590. Het grootste gedeelte van het kasteel bestond uit hout en opgeworpen aarden wallen. Vermoedelijk bestond er eerder een kasteel op dezelfde locatie rond 1375. De enige verwijzing over dit kasteel komt voor in de Russische "Sophia kroniek", daar staat vermeld dat mannen uit Novgorod het "nieuwe" kasteel aan de Oulu rivier probeerden te veroveren in 1377, wat mislukte.
Rond 1590 geeft Johan III van Zweden de opdracht een kasteel te bouwen op het eiland Koskikeskus (later Linnansaari genoemd), dit gebeurt onder de architect Peter Bagge. Het kasteel heeft een rol gespeeld in de "Stokkenoorlog" van 1596-1597, een oorlog van vier maanden tussen Zweedse adel onder leiding van Klas Flemming en lokale bewoners onder Jaako Ilkka. Op 8 april 1605 benoemd Karel IX van Zweden zijn afgezant Isak Behmile tot gouverneur van het kasteel.
De hedendaagse ruïne op het eiland Linnansaari stamt uit de periode 1590-1605. Het kasteel werd zwaar beschadigd in 1715, toen de Russische strijdkrachten het in brand staken tijdens de Grote Noordse Oorlog. Het kasteel werd helemaal verwoest tijdens een explosie in de kruidkamer in 1793, toen een blikseminslag de opslag raakte.
Er werd in 1875 een houten constructie gebouwd boven op de voormalige kruidkamer door een plaatselijk school uit Oulu, waar ze een observatorium bouwde. Het gebouw werd later een stenen observatorium ontworpen door Wolmar Westling. Het gebouw is sinds 1912 een cafetaria en er is een kleine ruimte ingericht als tentoonstelling over de geschiedenis van het kasteel.

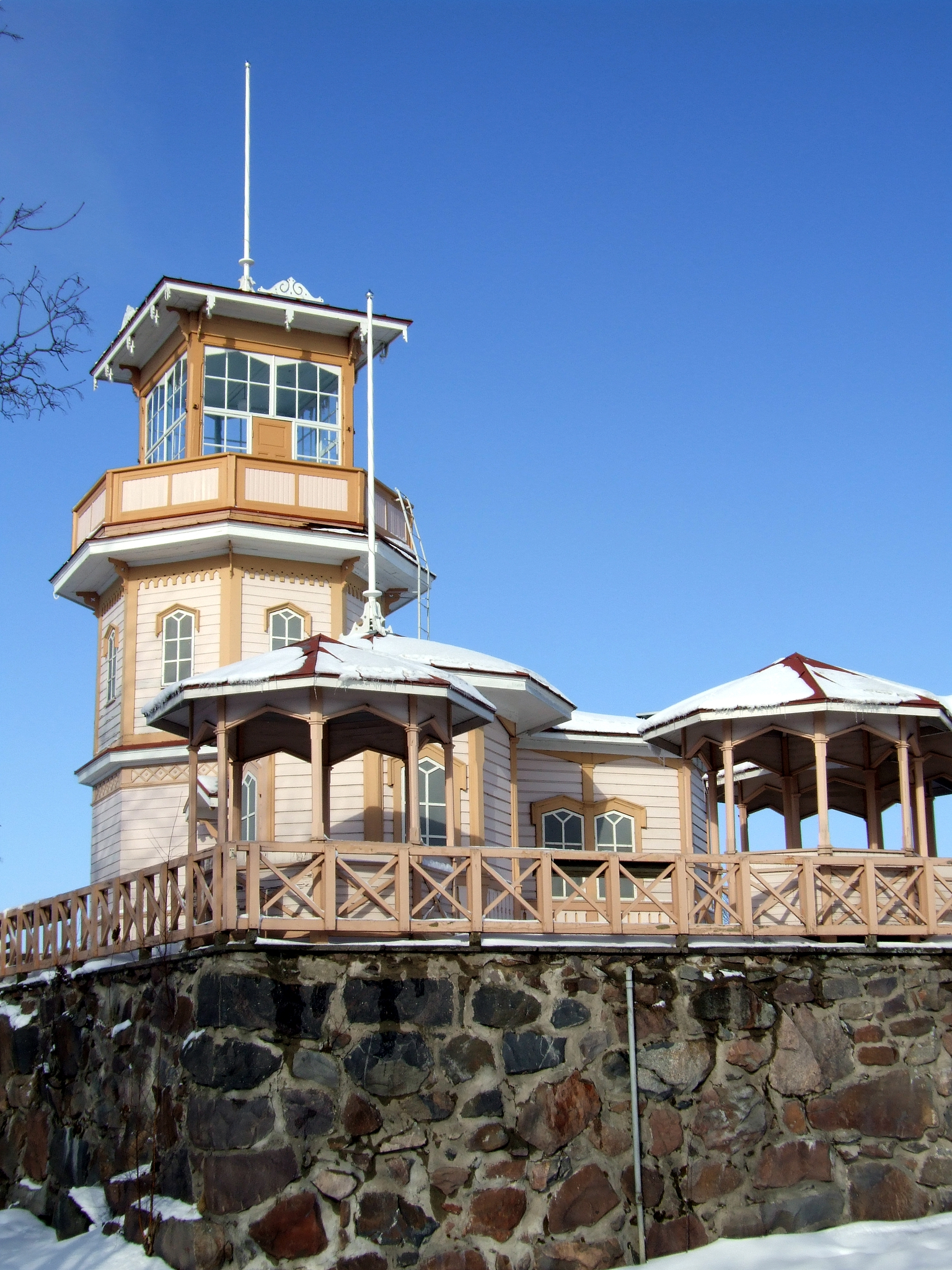
Observatorium op de fundamenten van het kruithuis
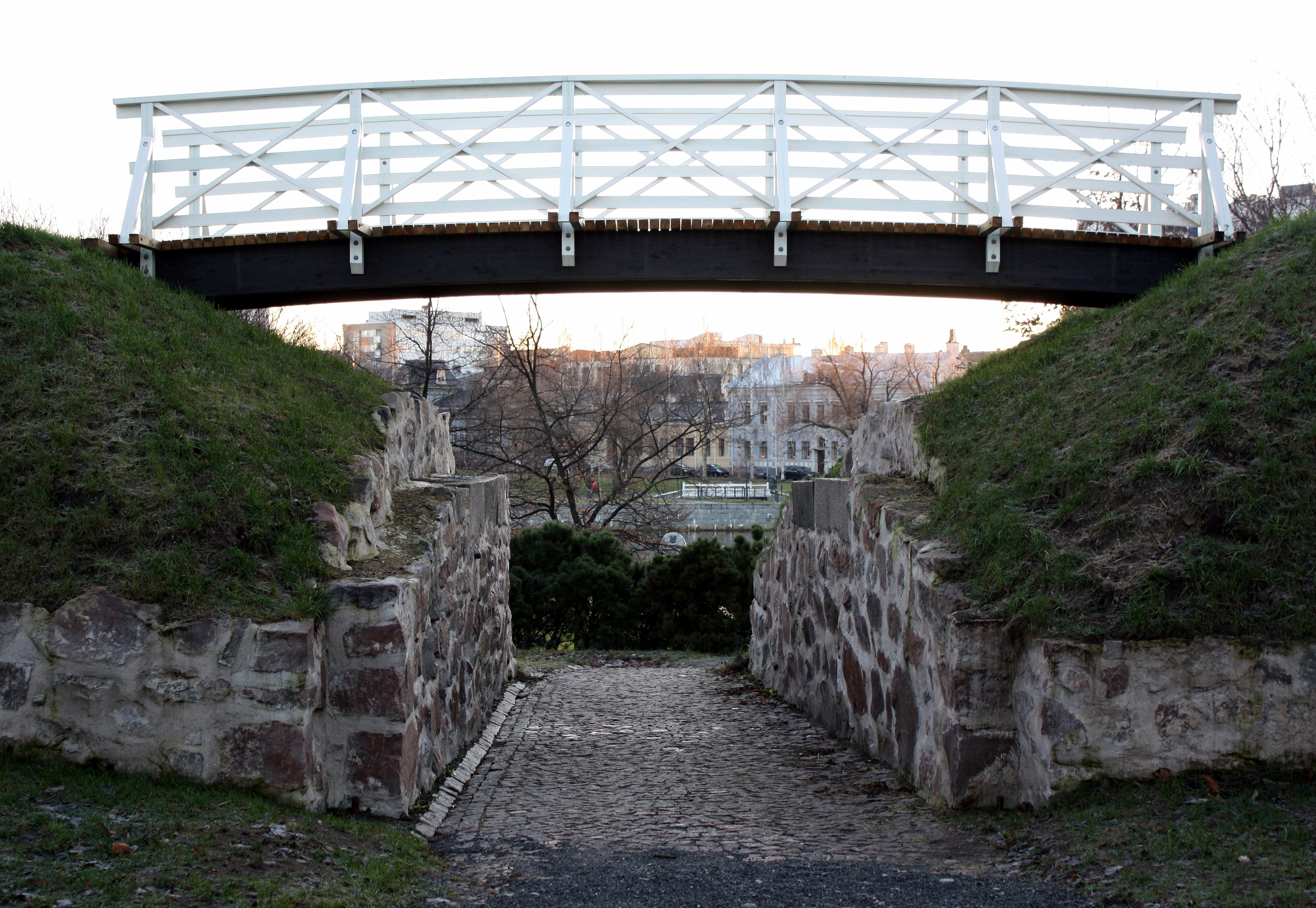
steen resten van de toegangspoort van het kasteel
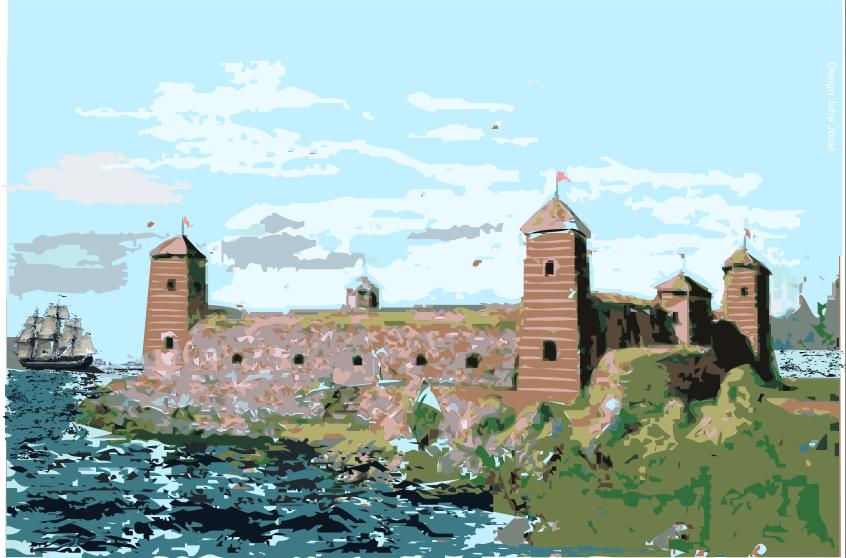
olieverf schilderij voorstelling van het kasteel Oulu